# Kufra (cráter)
Kufra es un cráter de impacto del planeta Marte situado al sur del cráter Vivero y al suroeste de Chincoteague, a 40.4° norte y 120.3º este. El impacto causó un boquete de 38 kilómetros de diámetro. El nombre fue aprobado en 1979 por la Unión Astronómica Internacional, en honor a la localidad libia de Kufra.